# Операция в Трансильвании (1916)
Операция в Трансильвании (28 августа — 26 ноября 1916 года) — крупнейшая операция Первой мировой войны, в ходе которой наступавшие румынские войска были разбиты австро-германскими войсками и отброшены на территорию Румынии.
После вступления Румынии в Первую мировую войну румынская армия начала крупномасштабное наступление в Трансильвании, однако вскоре румынские войска прекратили наступление. Австро-германцы нанесли контрудар и вынудили румынскую армию к отступлению. Румынские войска понесли тяжелые потери и были вынуждены просить помощи у российского командования, которое выделило часть сил на защиту Румынии от войск Центральных держав.

## Политическая ситуация
С началом Первой мировой войны, Румыния сохраняла нейтралитет. Однако румынское правительство ждало наиболее выгодного момента, чтобы вступить в мировую войну на стороне той или иной коалиции. Бухарест склонялся к выступлению на стороне Антанты, поскольку Румыния желала приобрести территории Австро-Венгрии, на которых проживало большое число румын. Румыния претендовала на австро-венгерские территории: Трансильванию, Банат и Буковину.
Летом 1916 года русская армия провела успешное наступление на Юго-Западном фронте, в результате которого, австро-венгерская армия была разбита и понесла тяжелые потери. Австрийские армии оставили значительную часть Галиции, Волынь и Буковину. Победа русской армии убедила румынское правительство в окончательной победе Антанты. Румынское руководство считало, что австро-венгерская армия разбита и находится на грани развала и с ней будет легко справиться.
В этих условиях румынское правительство начало переговоры со странами Антанты. Румынии были даны гарантии, что в случае выступления на стороне Антанты румынское руководство может рассчитывать после войны на присоединение Трансильвании, Баната и Буковины. Главную роль в привлечении Румынии на сторону Антанты сыграла Франция. Главнокомандующий французской армией генерал Жозеф Жоффр считал, что удар румынской армии в Трансильвании будет способствовать окончательному разгрому австрийской армии и выводу Австро-Венгрии из войны. В российском руководстве начальник штаба Верховного Главнокомандующего генерал М. В. Алексеев считал румынскую армию мало боеспособной и предрекал скорый разгром румынских войск и выход армий Центральных держав к южным рубежам России.
В итоге после переговоров 17 августа 1916 года в Бухаресте между странами Антанты и Румынией были подписаны военная и политическая конвенции. 27 августа Румыния объявила войну Австро-Венгрии — в ответ Центральные державы объявили войну Румынии. Румыния вступила в Первую мировую войну.

## Силы сторон

### Румыния

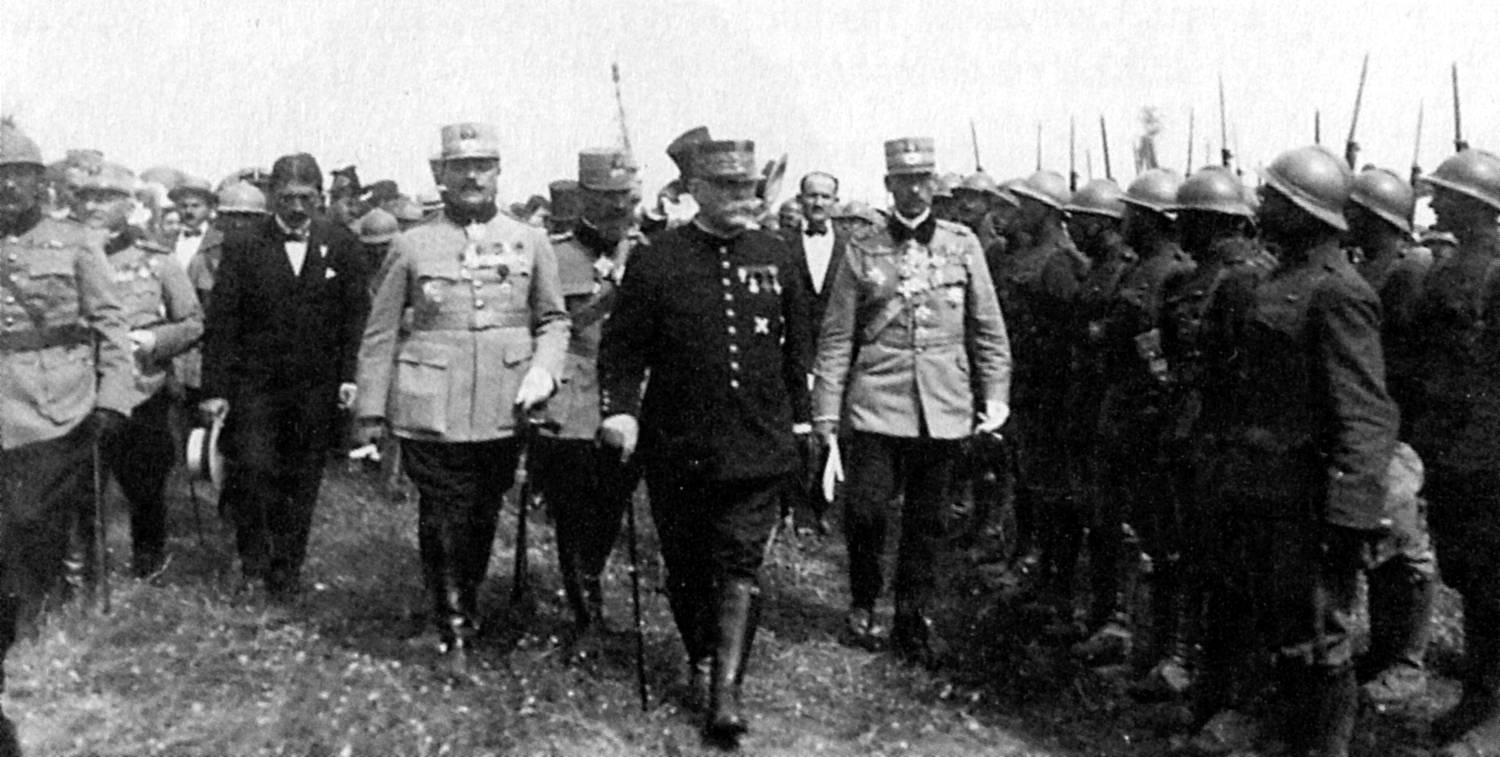
Маршал Жоффр инспектирует румынские войска.

Численность румынской армии составляла 650 000 человек. Однако армия была плохо оснащена вооружением, большая часть которого было устаревшим, боевая подготовка была низкой. Обеспечение армии оставляло желать лучшего, и треть армии была вынуждена нести службу в тылу, чтобы обеспечить снабжение боевых частей. В составе армии имелось всего лишь 1300 орудий.
Румынская армия состояла из четырёх армий. В составе которых находились 20 дивизий (10 первоочередных и 10 второочередных). Северная армия (4-я армия) (3,5 дивизии) находилась на севере страны и фактически примыкала к 9-й русской армии Юго-Западного фронта, прикрывая Молдову. 1-я армия (4 пехотных дивизии) и 2-я армия (3 пехотных и 1 кавалерийская дивизии) армии развернулись от перевала Ойтуз до Оршовы. 3-я армия (6 пехотных дивизий) развернулась до Дуная, прикрывая южную государственную границу со стороны Болгарии. Однако она была очень слабой по составу и состояла из резервных соединений. Также вместе с 3-й армией действовал 47-й корпус русской армии генерала А. М. Зайончковского, прибывший в Румынию для поддержки румынских войск.

### Центральные державы
Для отражения румынского наступления в Трансильвании австро-германское командование в срочном порядке принялось формировать группу армий, командующим которой был назначен Эрих фон Фалькенхайн. В эту группу армий вошли 26 пехотных и 7,5 кавалерийских дивизий.
Австро-германское командование выделило следующие силы: 9-я германская армия, развернувшаяся в районе Карлсбург — Мюльбах. Также для отражения румынской атаки предназначалась 1-я австро-венгерская армия под командованием Артура Арц фон Штрауссенбурга, которая заняла район Марошвашархей.

## Планы сторон

### Румыния
Румынское командование, исходя их советов англо-французского командования, планировало основной удар нанести в Трансильвании. На границе с Австро-Венгрией были развернуты основные силы румынской армии в 400 000 человек. Для прикрытия границы с Болгарией румыны оставили лишь малочисленные второочередные соединения. Румынское командование надеялось мощными ударами разгромить ослабленные австро-венгерские войска в Трансильвании и планировали как можно скорее выйти к реке Муреш, а затем продолжать наступление в общем направлении на Будапешт.

### Центральные державы
Поняв, что война против Румынии будет неизбежна, командование Центральных держав разработало план по разгрому румынской армии. Планировалось наступление болгарских войск в Добрудже, затем силы группы Фалькенхайна должны были остановить румынские войска, перейти в контрнаступление, преодолеть перевалы в Трансильванских Альпах и выйти на румынскую территорию. После этого планировался одновременный удар из Трансильвании (австро-германских) и Болгарии (болгарских) войск и овладение богатой румынской провинцией Валахией. Далее планировалось нанести окончательное поражение румынским войскам.

## Ход боёв

### Румынское наступление

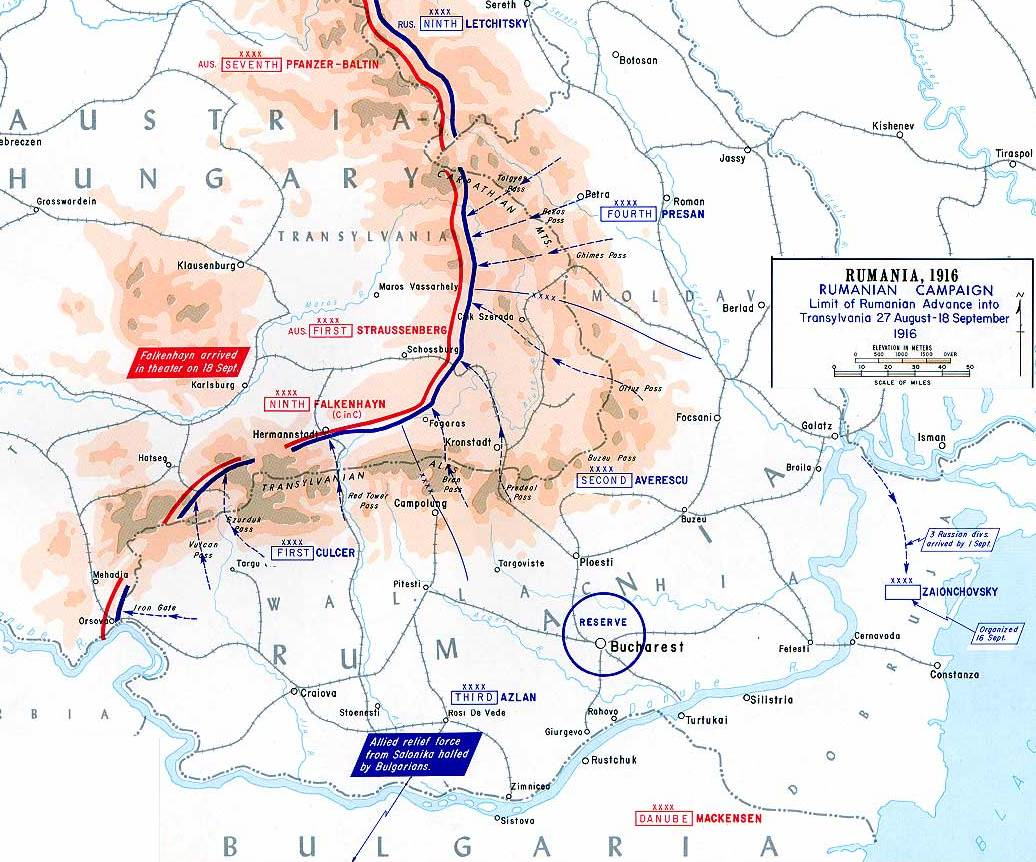
Румынское наступление.

Сразу же после объявления войны 27 августа румынские войска, перейдя австро-румынскую границу, начали наступление. Три румынские армии, практически не встречая сопротивления, начали переход через незащищенные перевалы Трансильванских Альп. Здесь румынским армиям противостояли лишь малочисленные пограничные подразделения австро-венгерской армии. 2-я (генерал Александр Авереску) и Северная армии (генерал Константин Презан) вторглись в Трансильванию. 29 августа румынские войска заняли Брашов. 17 сентября румынские части форсировали реку Олт.
Наступление развивалось крайне медленно, в основном из-за слабого инженерно-технического обеспечения румынской армии, поскольку на восстановление разрушенных австрийцами дорог и мостов уходило слишком много времени. Вскоре наступающая румынская группировка углубилась на 80 километров в глубь территории Австро-Венгрии, заняв ряд важнейших населенных пунктов. Во многом относительно легкое продвижение румынских войск объяснялось тем, что Центральные державы располагали в Трансильвании очень малочисленными силами. Однако несмотря на десятикратный перевес над 1-й австрийской армией, преимущество так и не было реализовано.
Вскоре румынские войска подошли к австро-венгерской крепости Германштадт. Несмотря на малочисленный австрийский гарнизон, румынские войска даже не предприняли попыток штурма крепости. Румынское командование отдало приказ о прекращении наступления, тем самым фактически отдав инициативу в руки противника.

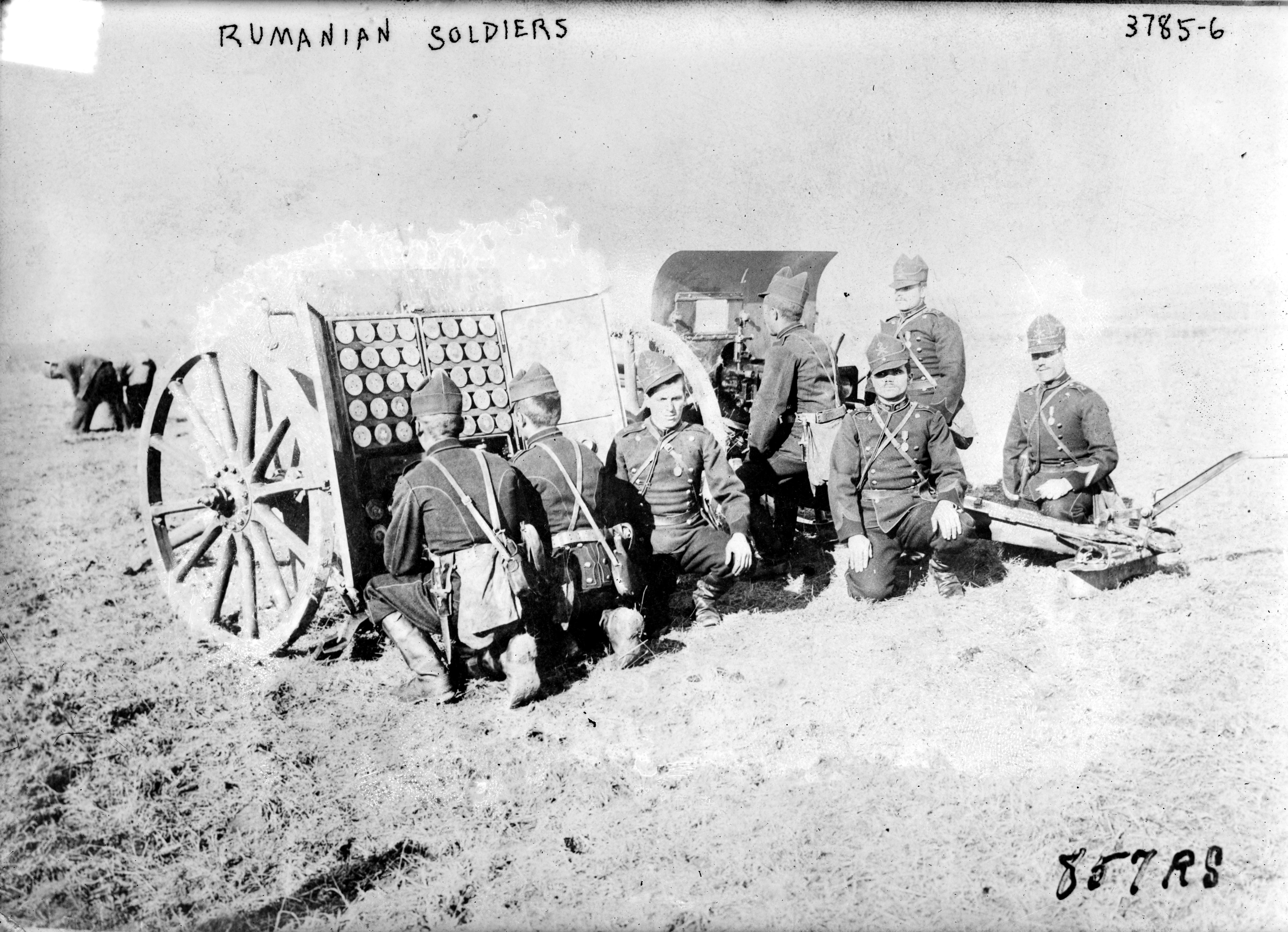
Румынские артиллеристы

В начале сентября болгарские войска вторглись в Добруджу. Вопреки планам румынского командования остановить наступление болгар резервными частями, опираясь на крупнейшую крепость Тутракан, не получилось. После вторжения болгарские войска, предприняв штурм Тутракана, захватили его. Румынская армия понесла тяжелые потери, и наступление болгар в Добрудже принимало угрожающий характер. Вследствие этого румынскому командованию пришлось перебрасывать несколько пехотных дивизий из Трансильвании в Добруджу.
В это же время австро-германское командование начинает перебрасывать в Трансильванию 5 германских и 2 австрийские дивизии. Румынское наступление окончательно прекращается, и командование отдает приказ о переходе к обороне. К 19 сентября румынские армии окончательно остановились на линии Марошвашархей — Фогараш — Германштадт.

### Австро-германское контрнаступление

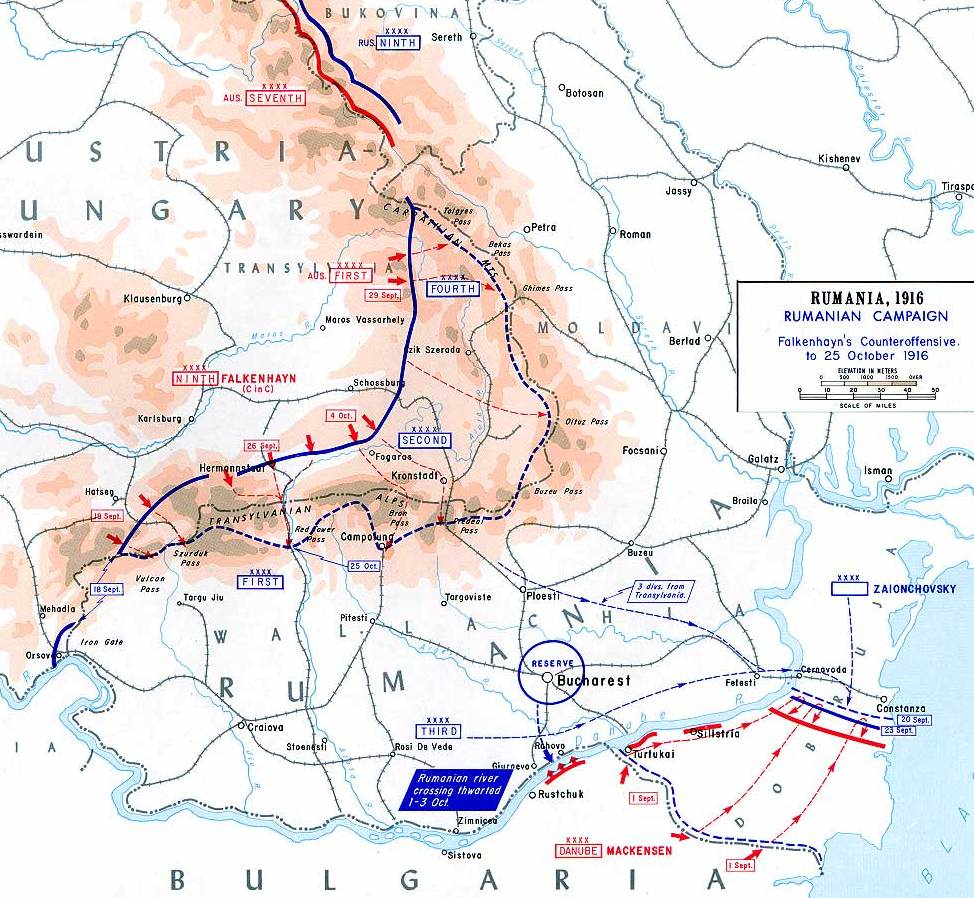
Австро-германское контрнаступление.

К третьей декаде сентября австро-германское командование в основном закончило сосредоточение войск генерала Фалькенхайна в Трансильвании. С 26 сентября австро-германские войска начинают контрнаступление против румынской армии. У Германштадта завязываются упорные четырёхдневные бои, в ходе которых австро-германцам удается разбить румынский 1-й корпус и отбросить его за Карпаты. После этого австро-германские войска начинают ряд сильных атак на правый фланг группировки румынских войск. После упорных боев к 10 октября Фалькенхайну удается отбить у румын Марошвашархей и Брашов.
Румынские войска с 10 октября начинают отступление своего правого фланга на юг, таким образом теряя связь с 9-й русской армией. Это заставило командующего 9-й армией генерала П. А. Лечицкого в срочном порядке закрывать образовавшуюся брешь во фронте своими войсками. Также русское командование стало перебрасывать в Румынию значительные силы.
Австро-германское командование перенесло основной удар с 2-й румынской и 9-й русской армий на горные перевалы Вулкан и Ротентурм. Румынские войска, не выдержав атак противника, начали отступление.

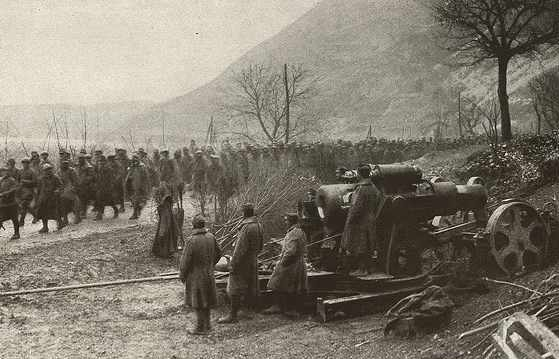
Колонна румынских пленных

К 17 октября части 2-й румынской армии потерпели поражение и оставили Брашов. К середине октября австро-германским войскам удалось подойти к проходам через Трансильванские Альпы. К концу октября румынские армии были вытеснены на исходные позиции до наступления. 
К 23 ноября наступающие войска Центральных держав вышли на линию Рымник — Слатина — Каракал, захватив большое количество пленных. К 30 ноября австро-германские армии достигли Питешти. Таким образом, в конце ноября боевые действия с территории Трансильвании были перенесены на территорию Румынии. 26 ноября австро-германские войска вышли на равнины Валахии и стали приближаться к столице Румынии — Бухаресту.

## Результаты
Операция в Трансильвании окончилась полным провалом для румынской армии. Румынские войска, несмотря на численный перевес над армиями Центральных держав в Трансильвании, не смогли добиться успеха. Первоначальные успехи и продвижение румынских войск были обусловлены фактически отсутствием сопротивления со стороны противника. Однако как только румынские войска вошли в соприкосновение с австро-германскими соединениями, они сразу же начали терпеть поражения и приостановили своё продвижение.
Крупное австро-германское контрнаступление окончилось большим успехом для наступающих. Помимо того что им удалось вернуть захваченную румынскими войсками территорию, войска генерала Фалькенхайна, довольно успешно перейдя через горные перевалы, вторглись на территорию Румынии и повели успешное наступление на Бухарест. Военная отсталость Румынии и низкая боеспособность её войск привела к тяжелым потерям.
В связи с разгромом румынской армии в Трансильвании русскому командованию пришлось в срочном порядке перебрасывать войска на территорию своей новой союзницы. Всего в Румынию было переброшено 35 пехотных и 11 кавалерийских дивизий. Несмотря на фактический разгром румынской армии, австро-германцам не удалось её окружить. Если на правом фланге австро-германцы смяли румынские дивизии, то на левом больших успехов им достичь не удалось во многом благодаря поддержке русской армии.